# Ciudad portuaria (película)
Ciudad portuaria (en sueco: Hamnstad, lit. 'Ciudad portuaria') es una película dramática sueca de 1948 dirigida por Ingmar Bergman.

## Argumento
Berit, una joven que vive en una ciudad portuaria de clase trabajadora, comienza una relación con Gösta, un marinero que acaba de regresar del extranjero y tiene la intención de quedarse en tierra. La trama y el desarrollo del personaje se centran en la relación entre Berit y Gösta, ya que ella le revela a su familia y diversos asuntos sobre él y él debe lidiar con sus propios sentimientos y conflictos sobre dicha divulgación.

## Elenco
- Nine-Christine Jönsson como Berit Irene Holm
- Bengt Eklund como Gösta
- Mimi Nelson como Gertrud
- Berta Hall como la madre de Berit
- Birgitta Valberg como Mrs. Vilander
- Sif Ruud como Mrs. Krona
- Britta Billsten como Prostituta
- Harry Ahlin como Skåningen
- Nils Hallberg como Gustav
- Sven-Eric Gamble como Eken
- Yngve Nordwall como supervisor
- Nils Dahlgren como padre de Gertrud
- Hans Strååt como Mr. Vilander
- Erik Hell como padre de Berit